# Милашевский, Владимир Алексеевич
Влади́мир Алексе́евич Милаше́вский (1893, Тифлис — 1976, Москва) — русский советский график и живописец, деятель поздней волны московского авангарда, участник группы «13», автор мемуаров.

## Биография
Приводится по ист.: 
Общее образование получил в Саратовском Александро-Мариинском реальном училище. Рисованию начал учиться в Саратове, в Боголюбовском рисовальном училище у В. Коновалова (1906—1907). В 1911—1913 занимался в Харькове в студии А. Грота и Э. Штейнберга, в 1913–1915 — в Петербурге — Петрограде в Высшем художественном училище при Академии художеств; состоял студентом Николая Бруни, Ивана Творожникова, Гуго Залемана и Александра Маковского.
Работал в «Новой художественной мастерской» (1915—1916) под руководством Мстислава Добужинского, Евгения Лансере и Александра Яковлева. В 1920 году иллюстрировал несколькими эротическими рисунками сборник Михаила Кузмина «Занавешенные картинки», в следующем году оформил книгу «Что такое театр» Николая Евреинова. Первая выставка Милашевского — экспозиция участников Петроградского Дома искусств («Диска») в 1921.

Портрет Ирины Одоевцевой (1921)

С 1924 работал в Москве. Один из наиболее активных участников и идеологов группы «13» (1929—1931). Защищая спонтанный рисунок, Милашевский писал: «Пусть перо, обмокнутое в тушь, „резвится“ по бумаге, как счастливая молодая девушка в танце, пусть оно острит, улыбается, иронизирует».
В последние десятилетия Милашевский много работал как книжный график: с его иллюстрациями выходила русская (Пушкин, «Конёк-горбунок» Ершова — переиздавался неоднократно, Достоевский, Чехов, Блок) и зарубежная классика («Посмертные записки Пиквикского клуба» Диккенса, Флобер), а также книги современников («Тринадцать трубок» Эренбурга, «Уральские сказки» Бажова), детские книги.
Автор мемуаров («Вчера, позавчера… Воспоминания художника», М., 1972, 2-е, существенно дополненное издание, М., 1989; «Моя работа в издательстве „Academia“» и др.).
Умер 7 января 1976 года. Прах захоронен на Миусском кладбище.

## Персональные выставки
- Москва — 1973, 1978
- Пушкин — 1965
- Воронеж — 1966
- Пермь — 1976

## Публикации текстов
- Милашевский В. А. Вчера, позавчера : Воспоминания художника / В. Милашевский; предисловие — Д. А. Шмаринова, подбор иллюстраций и составление раздела «Воспоминания о В. А. Милашевском» — А. И. Милашевской. — 2-е изд., испр. и доп. — М. : Книга, 1989. — 402 с. : ил. — (Художник и книга). — 40 000 экз. — ISBN 5-212-00164-1.